# فيكي فونك
فيكي فونك (بالإنجليزية: Vicki Funk)‏ (22 نوفمبر 1947 - 22 أكتوبر 2019) هي باحثة مخضرمة في علم النبات ومراقبة في مؤسسة سميثسونيان في المتحف الوطني للتاريخ الطبيعي (واشنطن)، وتُعرف بأعمالها في النباتات ذات الشوك وعباد الشمس، وكذلك في عملها في تجميع النباتات النجمية والطحلبيات والبذريات.

## حياتها
درست فيكي فونك علم الأحياء والتاريخ في جامعة موراي في ولاية كنتاكي الأمريكية وحصلت علي البكالريوس في عام 1969 وفي عام 1975 حصلت علي الماجستير في الأحياء وفي عام 1980 تخرجت من جامعة ولاية أوهايو بشهادة الدكتوراة وفي عام 1981 كانت متدربة ما بعد الدكتوراة في الحديقة النباتية في نيويورك.
وتضمنت أبحاث فيكي فونك علي تفاصيل عن التطور في العلاقات التاريخية باستخدام الحمض النووي للنباتات ، وشاركت في اكتشاف بناتات معرضة لخطر الانقراض في جزيرة رابي أتي وتاهيتي، وتركز ابحاث فيكي علي أنواع النباتات التي تمثل نهاية هجرة النباتات من أمريكا الشمالية وحتي تاهيتي.
وفي عام 1988 خدمت في برنامج غواينا البيطري في مؤسسة سميثسونيان.

## روابط خارجية
- "Ask-a-Biologist Transcript – Vol 051 – (Guests: Vicki Funk and Richard Pyle)" (PDF). asu.edu. 2004. مؤرشف من الأصل (PDF) في 2019-08-04. اطلع عليه بتاريخ 2015-03-27.